# Enipo torelli
Enipo torelli är en ringmaskart som först beskrevs av Anders Johan Malmgren 1866.  I den svenska databasen Dyntaxa används istället namnet Nemidia torelli. Enligt Catalogue of Life ingår Enipo torelli i släktet Enipo och familjen Polynoidae, men enligt Dyntaxa är tillhörigheten istället släktet Nemidia och familjen Polynoidae. Arten har ej påträffats i Sverige. Inga underarter finns listade i Catalogue of Life.